# Miguel Cabanellas
Miguel Cabanellas Ferrer (Cartagena, 1 de janeiro de 1872 – Málaga, 14 de maio de 1938) foi um oficial do exército espanhol durante a Guerra Civil Espanhola.
Um oficial de cavalaria, como major ele gerenciou a criação das tropas regulares Africanas (tropas marroquinas no exército espanhol). Em 1921, ele participou da reconquista do Rife após a Batalha de Annual. Ele foi promovido a brigadeiro-general e enviado para a ilha de Minorca como governador militar. Miguel Primo de Rivera permitiu que ele fosse para a reservas em 1926, o que o levou a participar de uma revolta frustrada em 1929. Por seu apoio aos republicanos, em 17 de Abril de 1931 o governo provisório da República nomeou-o comandante em chefe da Andaluzia. Mais tarde, ele foi nomeado comandante das tropas em Marrocos e substituiu José Sanjurjo na diretoria principal da Guarda Civil. Em 1934 ele foi um delegado do Partido Republicano Radical. Em Julho de 1936 foi chefe da 5ª Divisão Orgânica de Saragoça, onde em 19 de Julho declarou o seu apoio aos Nacionalistas. Devido a sua antiguidade, ele foi presidente da Junta de Defensa Nacional que em 21 de Setembro de 1936 proclamou Francisco Franco como chefe de governo e Generalíssimo - embora Cabanellas fosse o único que discordou dessa escolha. Ele alertou os seus colegas generais rebeldes que "Vocês não sabem o que fizeram porque não o conhecem como eu, dado que ele esteve sob o meu comando no Exército Africano ... Se você lhe der a Espanha, ele vai acreditar que é dele e ele não permitirá que ninguém o substitua na guerra ou depois dela, até a sua morte ".  Ele foi mais tarde inspetor Chefe do exército até á sua morte.